# Daniel Corso
Daniel Corso, född den 3 april 1978 i Montréal, Québec, Kanada är en ishockeyspelare som tidigare spelade med Timrå IK men blev sparkad efter bråk med ledare. Han spelar numera i vitryska Junost Minsk. Corso draftades som nummer 169 av St. Louis Blues i NHL-draften 1996.

## Klubbar
- Victoriaville Tigers, LHJMQ (1994-1998)
- Worcester IceCats, AHL (1998-2003)
- St. Louis Blues, NHL (2000-2003)
- Binghamton Senators, AHL (2003-2004)
- Chicago Wolves, AHL (2003-2004)
- Atlanta Thrashers, NHL (2003-2004)
- Kassel Huskies, DEL (2004-2005)
- Frankfurt Lions, DEL (2005-2006)
- Philadelphia Phantoms, AHL (2006-2007)
- Springfield Falcons, AHL (2006-2007)
- Hamilton Bulldogs, AHL (2007-2008)
- Torpedo Nizhny-Novgorod, Ryssland (2007-2008)
- Kärpät, SM-liiga (2008-2009)
- Timrå IK, Elitserien (2009-2010)
- HK Dinamo Minsk, KHL (2010-2013)
- HC Lausanne, NLB (2013)
- Ilves, SM-liiga (2013-2014)
- LeKi, Mestis (2013-2014) (lån)
- Junost Minsk, Extraliga (2014-)